# Kammaragatte, Honnali
Kammaragatte là một làng thuộc tehsil Honnali, huyện Davanagere, bang Karnataka, Ấn Độ.